# Aphnaeus lunulifera
Aphnaeus lunulifera är en fjärilsart som beskrevs av Moore 1879. Aphnaeus lunulifera ingår i släktet Aphnaeus och familjen juvelvingar. Inga underarter finns listade i Catalogue of Life.